# Thorups Kælder
Thorups Kælder  er en fredet bygning og en bar i Aarhus, Danmark. Det er en kælder bygget omkring 1300 af cisterciensermunke. Kælderen blev opført i det danske register over fredede bygninger og steder af Kulturarvsstyrelsen den 1. januar 1959. Optegnelsen er officielt "Den Grå Kannikegård", hvilket refererer til hele bygningen på adressen, selvom kun kælderen under den er fredet.   Bygningen  på Store Torv tæt ved Domkirken.

## Kælder
Kælderen består af en række hvælvede rum med buede søjler udført i mursten. Det blev bygget af cisterciensermunke i 1300-tallet, men ikke meget andet er kendt om det eller strukturen der oprindeligt lå ovenover det. Ved indgangen viser et skilt, der fortæller, at det blev bygget af munkene, og at de brugte det som spisesal. Der er dog ingen beviser til støtte for sidstnævnte påstand.   En anden myte siger, at en hemmelig tunnel fører fra kælderen til den nærliggende Aarhus Domkirke, men dette er heller ikke sandt.

## Bar
Kælderen blev først brugt som bar i 1712, da den lokale postmester drev en vinbutik der, men det vides ikke hvor længe. I 1885 åbnede Albert Christian Thorup en ny vinbutik og i 1903 fik han tilladelse til at drive en bar.  Albert Thorup havde stærke religiøse overbevisninger og forbød kvinder i lokalerne, med henvisning til  Det Gamle Testamente. I 1919 flyttede Thorup til Bordeaux for at åbne en ny forretning, og sønnen Knud Thorup overtog baren i Aarhus.
I 1942 gik Knud Thorup på pension og gav forretningen til sin datter og svigersøn Kristen og Erik Thorup Christensen. Baren fortsatte uden større ændringer i lokalerne indtil 1959, hvor kælderen blev fredet og fredet. Arkitektfirmaet C. F. Møller har siden renoveret og indrettet lokalerne, og direktøren for Den Den Gamle By Helge Søgaard har tegnet stolene. Kirsten og Erik Thorup Christensen styrede baren indtil midten af 80'erne, hvor den blev solgt til Albert Hill og siden til Mike Wilson.
I 2016 overtog Mads Heitmann, Nikolaj Trangbæk og Lars Mikkelsen driften af baren i kælderen, og med overtagelsen fulgte også et navneskift. I dag hedder baren Alberts, og er dermed stadig opkaldt efter den gamle Albert Thourp som i 1885 åbnede vinbutik i de unikke lokaler. Siden 2017 har man i sommermånederne ligeledes drevet udeservering på Store Torv fra Alberts Bar, hvilket ikke er blevet gjort siden midten af 1990'erne.